# Dzielnica XI Podgórze Duchackie
Dzielnica XI Podgórze Duchackie (bis 24. Mai 2006 Dzielnica XI Wola Duchacka) ist der elfte Stadtbezirk von Krakau in Polen, dieser umfasst eine Fläche von 9,54 km² und zählt 54.324 Einwohner mit einer Bevölkerungsdichte von 5694 Einwohnern/km². Der Bezirk entstand 1990 durch Aufteilung des Bezirks Podgórze. In den Jahren 2003 bis 2005 wurde öffentliche Konsultation über Umbenennungen der Stadtbezirke eingeführt. Für die Dzielnica XI wurde zunächst der Zusatz Podgórze Południe (Podgórze-Süd) vorgeschlagen, aber im Mai 2006 entschied sich die Stadtverwaltung für den Zusatz Duchackie nach den Hospitalitern vom Heiligen Geist (polnisch umgangssprachlich Duchacy), der im örtlichen Ortsnamen Wola Duchacka etabliert wurde.

## Gliederung

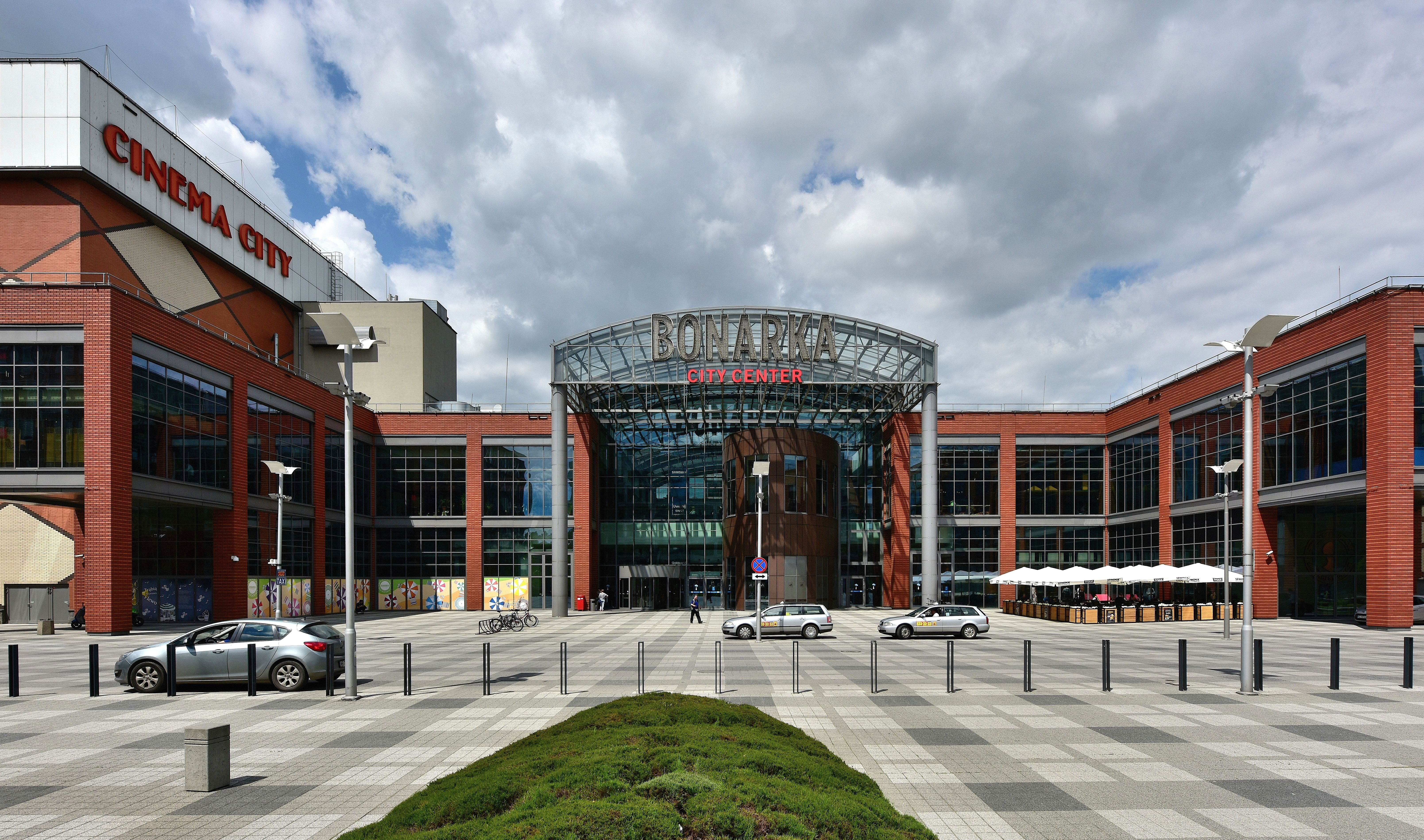
Einkaufszentrum Bonarka City Center

Lage des Stadtbezirks Podgórze Duchackie in Krakau

- Kurdwanów
- Kurdwanów Nowy
- Osiedle Piaski Nowe
- Osiedle Podlesie
- Piaski Wielkie
- Wola Duchacka
- Wola Duchacka Wschód
- Wola Duchacka Zachód